# Stuntscooter
Der Stuntscooter ist eine kompakte und hoch belastbare Form des Tretrollers. Er wird als Sportgerät in Skateparks verwendet.
Eine organisierte Wettkampfform und daraus resultierende Regularien sind ab 2010 entstanden. Es handelt sich um eine Kunstsportart, ähnlich dem Kunstradfahren, BMX, Inlineskaten oder Skateboarden, die vor allem von Jugendlichen ausgeübt wird.

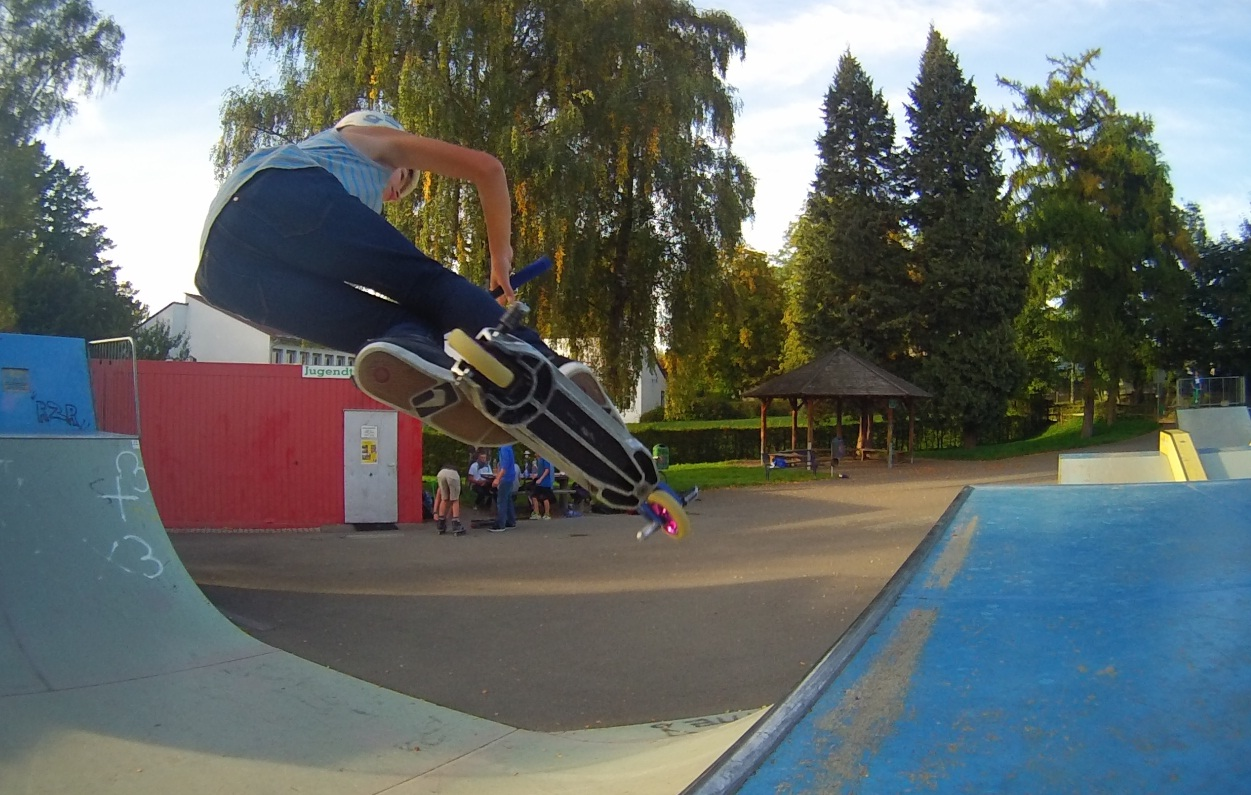
Skatepark Fischbach am Bodensee

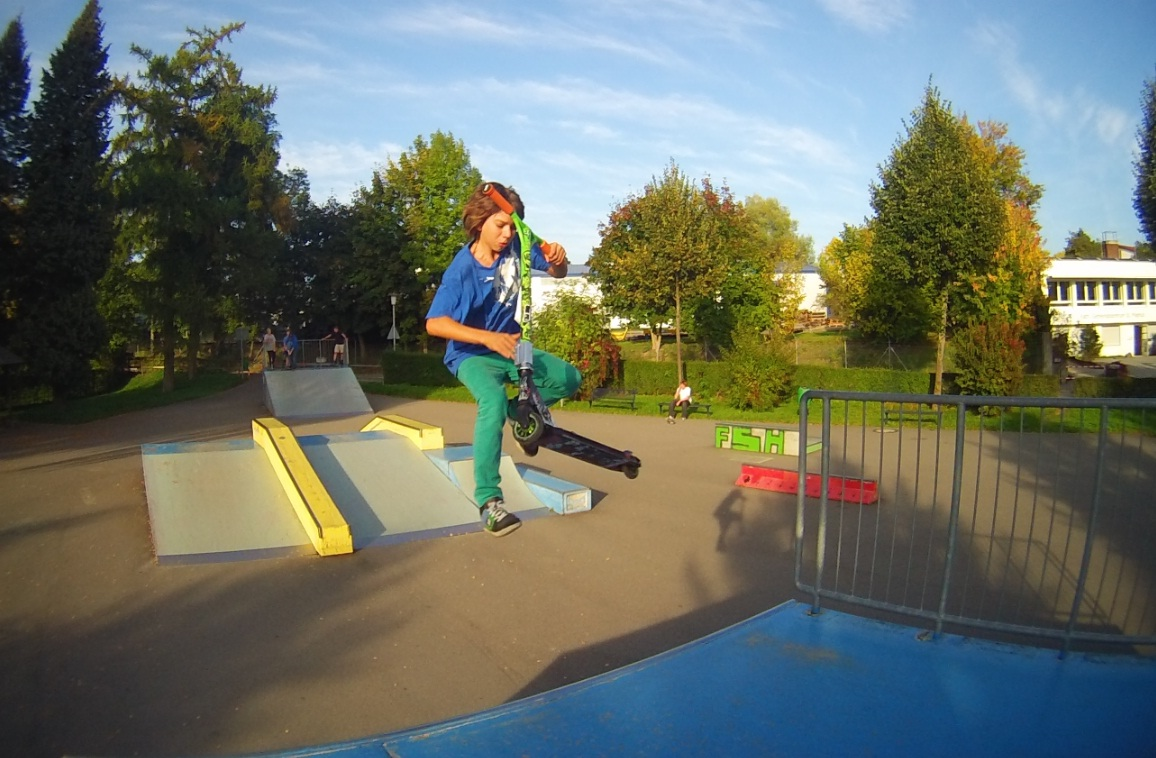
Tricks in einer Quarterpipe

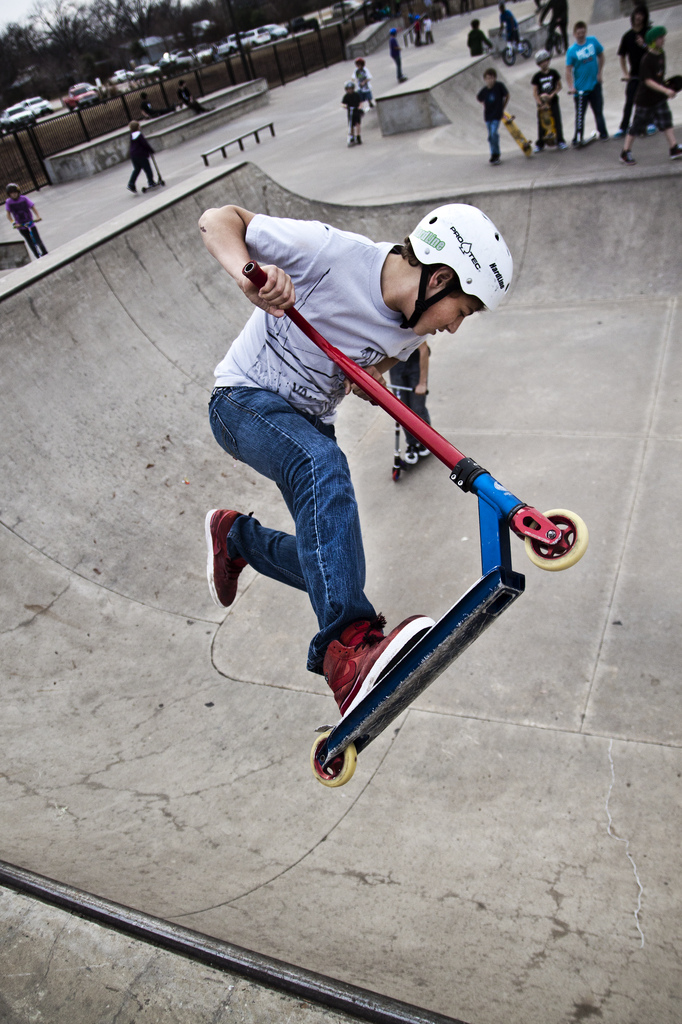
Stuntscooterfahrer in einer Bowl

## Aufbau und Technik
Entstanden ist der „Stuntscooter“ aus dem „Scooter“, also einem Tretroller mit Klappgelenk. Das Klappgelenk wurde entfernt und die Geometrie auf die Nutzung im Sportbereich angepasst. Die verwendeten Räder haben einen Durchmesser von 100, 110, 115, 120 oder 125 mm. Die Laufräder (englisch Wheels) sind aus Kunststoff, deren Felgen werden aus Kunststoff, Aluminium oder Titan gefertigt. Für Einsteigermodelle werden oft Rollen mit Kunststofffelgen verwendet, die jedoch bei Verwendung für Tricks extrem schnell verschleißen und durch die Aufschläge insbesondere mit Querbelastungen schnell durchbrechen.
Üblicherweise werden Skateboard-Kugellager verwendet (Abmessungen d=8 mm, D=22 mm, B=7 mm). Die Kugellager (auch Bearings genannt) gibt es meist in den Ausführungen ABEC7 oder ABEC9 (ABEC steht für „Annular Bearing Engineering Committee“). Je höher die Zahl, desto höher die Genauigkeit der Fertigung des Lagers. Unterschieden werden bei den Qualitäten der Kugellager außerdem die Leichtgängigkeit – in Abhängigkeit von Lagerspiel und Fertigungsgenauigkeit – und Abdichtung gegen Schmutz. Hier führt die Verwendung von gebrandeten Lagern stark zu einer Verknüpfung von Markenimage und Preis. Industriekugellager mit zweifacher RS-Abdichtung stellen hierzu die beste aller Alternativen dar, weil sie deutlich günstiger zu erwerben sind.
Die Gabeln (englisch Forks), die das vordere Rad halten, werden aus Aluminium oder Stahl gefertigt. Dabei werden durchweg Steuersätze mit Technik und Abmessungen aus dem Radsportbereich verwendet. Die „Decks“ beinhalten die Trittfläche, die Steuerkopflagerung und die Hinterradaufnahme. Als Materialien werden Stahl und Aluminium verwendet. Der Lenker (Bar) besteht meistens aus Stahl, Aluminium oder auch Titan. Um das Deck, die Fork, das Headset und die Bar zu verbinden, wird eine Klemme (auch: „Clamp“) verwendet.
Wichtig für eine gute Standsicherheit auf dem Scooter ist das Griptape, eine aus Sandpapier bestehende, aufgeklebte Oberfläche. Das Griptape ist beim Durchführen von vielen Tricks ein Verschleißartikel. Als Bremse fungiert bei einem Stuntscooter eine Reibblech- oder Kunststoffbremse über dem Hinterrad. Die Bremswirkung ist gut, jedoch nicht dauerfest. Starkes Bremsen erzeugt häufig einen Bremsplatten oder ein Durchschmelzen des Hinterrades. Die Bremsplatte besteht aus Kunststoff oder Metall. Eine Alternative dazu wäre ein sogenannter „Fender“, welcher ohne jegliche Bremswirkung den Verschleiß von Schuhen aufgrund der Reibung zwischen Rad und Schuh verhindert. Dieser besteht meistens aus Stahl oder Kunststoff.

## Disziplinen

### Freestyle
Freestyle ist eine der prominentesten Disziplinen im Stuntscooterfahren. Hier geht es darum, kreative und technisch anspruchsvolle Tricks auszuführen, oft in einem fließenden und ästhetischen Stil. Freestyle-Wettbewerbe bewerten die Vielfalt, Schwierigkeit und Ausführung der Tricks.

### Vert
Die Vert-Disziplin findet in einer aus dem Skateboarding bekannten Halfpipe statt. Stuntscooter-Fahrerinnen und -Fahrer nutzen die steilen Wände der Halfpipe, um Lufttricks und Drehungen auszuführen. Die Vert-Disziplin erfordert ein hohes Maß an Balance, Kontrolle und Timing.

### Flatland
Flatland bezieht sich auf das Üben und Vorführen von Trickkombinationen auf einer ebenen Fläche. Hierbei werden keine Rampen oder Hindernisse verwendet, sondern vielmehr der Fokus auf die technische Ausführung und den Fluss der Tricks gelegt. Flatland erlaubt es den Fahrern, ihre Kreativität und Beherrschung des Stuntscooters zu demonstrieren.

### Street
Street ist eine Disziplin, die sich auf das Fahren von Tricks an urbanen Orten konzentriert. Dabei werden Treppen, Geländer, Hauswände und andere Hindernisse genutzt, die im städtischen Raum zu finden sind, um ihre Fähigkeiten zu präsentieren. Street erfordert nicht nur technische Präzision, sondern auch Kreativität und die Fähigkeit, Hindernisse in der Umgebung zu nutzen.

### Park
Park ist eine organisierte Form des Street-Fahrens, die auf einer speziell dafür gebauten Fläche stattfindet. Diese Fläche ist mit Rampen, Sprüngen und anderen Hindernissen ausgestattet, die es den Fahrern ermöglichen, ihre Fähigkeiten in einem kontrollierten Umfeld zu zeigen. Im Park sind der Kreativität der Fahrerinnen und Fahrer kaum Grenzen gesetzt, da sie die Hindernisse in beliebiger Reihenfolge nutzen können.

### Miniramp
Miniramp ist eine Disziplin, die in einer kleineren Version der Halfpipe stattfindet. Die Rampen sind typischerweise zwischen 1,5 und 3 Meter hoch und bieten den Fahrern die Möglichkeit, ihre Fähigkeiten in einem kompakten Raum zu demonstrieren. Miniramp erfordert Präzision und Kontrolle, da die steilen Wände genutzt werden, um Lufttricks und Drehungen auszuführen.

## Tricks
- X-up: Drehung des Lenkers im Flug um 180° ohne ihn dabei loszulassen, wobei sich die Arme überkreuzen.
- X-ride: Drehung des Lenkers um 180° während des Fahrens – die Arme überkreuzen sich.
- Barspin: Der Lenker (Bar) wird loslassen und dabei um 360° gedreht.
- Barspin to Barspin: Es werden zwei Barspins getrennt hintereinander ausgeführt.
- Double Throw Barspin: Zwei Barspins hintereinander, die nicht wie bei Barspin to Barspin mit den Händen getrennt geführt werden, sondern eine Wurfbewegung sind.
- Oppo Barspin: Siehe Barspin, nur dreht man ihn in die entgegengesetzte Richtung.
- Barspin Rewind: Der Lenker wird um 270° mit einer Hand geführt, um ihn dann wieder mit der anderen Hand um 270° zurückzuführen.
- Tabletop oder Invert: Der Scooter wird in der Luft „auf die Seite gelegt“, Anfang der 80er Jahre gab es auch die historische Bezeichnung Pancake, die heute nicht mehr verwendet wird.
- 180° (One - Eighty): Drehung in der Luft um 180° um die eigene Achse mit anschließendem Rückwärtsfahren (Fakie) oder geradem weiterfahren an einer quarterpipe.
- 360° (Three - Sixty): Drehung in der Luft um 360° um die eigene Achse.
- 540° (Five - Fourty): Drehung in der Luft um 540° um die eigene Achse mit anschließendem Rückwärtsfahren (Fakie) oder geradem weiterfahren an einer Quarterpipe (wie bei dem „180°“). Auch Drehungen um 720°, 900°, 1080°, 1260° und 1440° wurden schon ausgeführt.
- Nofoot: Im Sprung werden beide Füße vom Deck heruntergenommen.
- Nohand: Im Sprung werden beide Hände vom Lenker genommen.
- Tuck-Nohand: Im Sprung wird der Lenker in die Hüften fallen gelassen und die Hände werden weit gestreckt nach außen gestreckt.
- Manual: Man fährt auf dem Hinterrad.
- Nose Manual: Man fährt auf dem Vorderrad.
- Cashroll: Anders als beim BMX ist Cashroll die Bezeichnung für einen Frontflip, in dem eine 360° Drehung vollbracht wird.
- Backflip: Rückwärtssalto.
- Frontflip: Vorwärtssalto.
- Flair (Abkürzung für „Flip Air“): Backflip mit einer halben Drehung an einer Quarterpipe.
- Tailwhip: Der hintere Teil des Scooters (Deck) wird einmal um den vorderen Teil samt Fahrer herumgedreht. Die Füße verlassen dabei das Deck. Dabei kickt der Scooterfahrer das Deck von seiner Fußstellung aus gesehen nach hinten.
- Double Tailwhip: Es werden zwei Tailwhips hintereinander ausgeführt, ohne dass die Füße dabei das Deck berühren. Auch mehr Tailwhips sind möglich.
- Heelwhip: Ein Tailwhip in die andere Richtung (von der Fußstellung aus nach vorne kicken).
- Tailwhip-Rewind: Das Deck wird um 270° in der Luft gedreht, um es dann mit einem Fuß wieder zurückzutreten.
- Kickless-Rewind: Das Deck wird in der Luft um 270° gedreht und dann durch das Herunterdrücken der Bar zurückgedreht. Dieser Trick wird im Gegensatz zu dem Tailwhip-Rewind ohne den Fuß durchgeführt.
- Finger whip: Man zieht den Roller nach oben, um ihn dann mit einem gezielten Stoß mit den Fingern auf das „Deck“ zum Rotieren zu bringen.
- One-Foot-Whip: Ein Tailwhip, der mit nur einem Fuß auf dem „Deck“ ausgeführt wird.
- Decade: Man vollführt eine 360° Drehung, während das Deck von außen gesehen keine Rotation hat. Wie auch der Tailwhip ist der Decade ein Flatland-Trick, der erst später auf Rampe oder Street übertragen wurde.
- Tiregrab: Man springt relativ steil raus und berührt mit einer Hand den Vorderreifen.
- Tailtap: Der Fahrer springt im 90°-Winkel auf die Rampenplattform und landet auf dem Hinterrad, um wiederum mit einer 90°-Drehung in die Rampe „einzutauchen“
- 540°-Tailtap: Drehung beim Tailtap um 540°
- Nosepick: siehe Tailtap, nur auf dem Vorderrad
- Nosepick Tailwhip: Ein Tailwhip während eines Nosepicks.
- Footjam Tailwhip: Ein Fuß wird zwischen Gabel und Reifen geklemmt, wobei eine Art Stoppie gemacht wird. Währenddessen wird ein Tailwhip vollzogen.
- Bunny Hop: Ist wenn man zuerst mit dem Vorderrad, dann mit dem Hinterrad vom Boden abspringt und mit beiden Rädern in der Luft ist. Dies wird durch Ziehen am Lenker erzeugt.
- Wallride: Man springt mit beiden Rädern an die Wand und fährt an der Wand im Idealfall mehrere Sekunden.
- Walltap: Siehe Wallride, nur dass man im Idealfall nur kurz die Wand berührt und dabei nicht fährt.
- Hip Transfer: Über eine Ecke einer Rampe springen und in eine andere „Eintauchen“.
- Candy Bar: Man streckt den Fuß zwischen den Armen über dem Lenker aus.
- Can Can: Man streckt den vorderen Fuß (je nach Fußstellung variierend) über das Deck und kickt ihn in die Luft.
- Air: Man springt mit beiden Rädern über Kante einer Rampe (das „Coping“) hinaus und macht in der Luft dann eine 180°-Drehung.
- One Foot: Man streckt einen Fuß vom Deck weg.
- Peg Grab: Man berührt das vordere Peg mit der Hand.
- Grinds: werden die Tricks genannt, die an Mauerkanten, Geländern oder anderen gleitfähigen harten Kanten durchgeführt werden können. Dazu kann das Deck benutzt werden oder an den Rädern befestigte Stangen (so genannte „Pegs“).
- Briflip: Man dreht den Lenker um 90 Grad und zieht ihn in einer kreisförmigen Bewegung über dem Kopf nach hinten.
- Inward: Man dreht den Lenker um 90° nach außen und zieht den Roller in einer kreisförmigen Bewegung über seinen Kopf nach vorne.
- Scooter Flip: Man schwingt den Scooter über sich, ähnlich wie bei einem „Inward“, lässt mit einem Arm den Lenker los und fängt vor der Landung den Griff wieder.
- Buttercup: Ein „Briflip“ mit zwei „Tailwhips“ („Tailwhip“-„Briflip“-„Tailwhip“)
- Rotorwhip: Ein Tailwhip gleichzeitig mit einem Barspin in entgegengesetzter Richtung.
- Fullwhip: Ein „Tailwhip“ gleichzeitig mit einem „Oppo-Barspin“, so dass sich der Roller einmal um die eigene Achse dreht.
- MC-Whip: Man macht einen „No-Foot“, streckt dann die Beine auseinander und greift mit den Arm  hinter sein hinten liegendes Bein und macht einen „Fingerwhip“.
- Half-Cab: Eine 180°-Drehung mit dem Körper, die nach dem Rückwärts fahren (auch genannt: „Fakie“) gemacht wird.
- Full-Cab: Anders als bei dem „Half-Cab“ wird beim Rückwärts fahren eine 360°-Umdrehung mit dem ganzen Körper getätigt.
- Umbrella: Man dreht das „Deck“ (ähnlich wie bei einem Tailwhip) bei einem „Briflip“ so an, dass es bei der Landung von vorne kommt.
- Nothing Frontscooterflip: Der Roller macht eine ganze Vertikale Rotation nach vorne während man ihn loslässt und wird wieder aufgefangen, wenn die Rotation zu Ende ist.
- Footplant: Bei diesem Trick verlagert man für kurze Zeit sein ganzes Gewicht auf einen Fuß. Meistens wird der Footplant bei steilen Rampen oder Wänden gemacht.
- Handplant: Siehe „Footplant“, nur mit der Hand.